# William L. Marcy
William L. Marcy (Southbridge, 1786. december 12. – Ballston Spa, 1857. július 4.) az Amerikai Egyesült Államok szenátora (New York, 1831–1833).